# Untamed (pel·lícula de 1955)
 Untamed és una pel·lícula estatunidenca de Henry King estrenada el 1955.

## Argument
Paul Van Riebeck, un africà del Sud d'origen holandès, va a comprar cavalls a Irlanda, en la propietat d'O’Neill. Hi coneix la seva filla, Katie. Aquesta se sent de pressa atreta per Paul. Però Van Riebeck no pensa més que a tornar a Sud-àfrica, ja que és al capdavant dels comandos que intenten crear un estat lliure holandès i lluiten contra els zulus. Després de la seva marxa, Katie es casa amb Shawn Kildare, el soci del seu pare, que li dona un fill. Una terrible epidèmia afecta Irlanda. La parella decideix emigrar a Ciutat del Cap, en companyia de la majordoma Aggie...

## Repartiment
- Tyrone Power: Paul Van Riebeck
- Susan Hayward: Katie O'Neill
- Richard Egan: Kurt Hout
- John Justin: Shawn Kildare
- Agnes Moorehead: Aggie
- Rita Moreno: Julia
- Hope Emerson: Maria De Groot
- Brad Dexter: Christian
- Henry O'Neill: Squire O'Neill
- Alexander D. Havemann: Jan
- Louis Mercier: Joubert